# Combinado nórdico nos Jogos Olímpicos
O combinado nórdico é disputado nos Jogos Olímpicos desde a primeira edição, em Chamonix, França. A competição reúne disputa de esqui cross-country e salto de esqui. Atualmente há competições individual em pista curta e longa e um evento por equipes.

## Eventos
| Evento                        | 24 | 28 | 32 | 36 | 48 | 52 | 56 | 60 | 64 | 68 | 72 | 76 | 80 | 84 | 88 | 92 | 94 | 98 | 02 | 06 | 10 | 14 | 18 | 22 |
| ----------------------------- | -- | -- | -- | -- | -- | -- | -- | -- | -- | -- | -- | -- | -- | -- | -- | -- | -- | -- | -- | -- | -- | -- | -- | -- |
| Individual pista normal/10 km |    |    |    |    |    |    |    |    |    |    |    |    |    |    |    |    |    |    |    |    | •  | •  | •  | •  |
| Individual pista normal/15 km | •  | •  | •  | •  | •  | •  | •  | •  | •  | •  | •  | •  | •  | •  | •  | •  | •  | •  | •  | •  |    |    |    |    |
| Velocidade pista longa/7,5 km |    |    |    |    |    |    |    |    |    |    |    |    |    |    |    |    |    |    | •  | •  |    |    |    |    |
| Individual pista longa/10 km  |    |    |    |    |    |    |    |    |    |    |    |    |    |    |    |    |    |    |    |    | •  | •  | •  | •  |
| Equipes pista longa/3x10 km   |    |    |    |    |    |    |    |    |    |    |    |    |    |    | •  | •  | •  |    |    |    |    |    |    |    |
| Equipes pista longa/4x5 km    |    |    |    |    |    |    |    |    |    |    |    |    |    |    |    |    |    | •  | •  | •  | •  | •  | •  | •  |

## Quadro geral de medalhas
| Ordem | País                   | Medalha de ouro | Medalha de prata | Medalha de bronze |    |
| ----- | ---------------------- | --------------- | ---------------- | ----------------- | -- |
| 1     | NOR Noruega            | 15              | 12               | 8                 | 35 |
| 2     | GER Alemanha           | 6               | 6                | 4                 | 16 |
| 3     | FIN Finlândia          | 4               | 8                | 2                 | 14 |
| 4     | AUT Áustria            | 3               | 2                | 11                | 16 |
| 5     | GDR Alemanha Oriental  | 3               |                  | 4                 | 7  |
| 6     | JPN Japão              | 2               | 3                | 2                 | 7  |
| 7     | FRA França             | 2               | 1                | 1                 | 4  |
| 8     | FRG Alemanha Ocidental | 2               | 1                |                   | 3  |
| 9     | USA Estados Unidos     | 1               | 3                |                   | 4  |
| 10    | SUI Suíça              | 1               | 2                | 1                 | 4  |
| 11    | EUA Equipe Alemã Unida | 1               |                  | 1                 | 2  |
| 12    | URS União Soviética    |                 | 1                | 2                 | 3  |
| 13    | SWE Suécia             |                 | 1                | 1                 | 2  |
| 14    | ITA Itália             |                 |                  | 1                 | 1  |
|       | POL Polônia            |                 |                  | 1                 | 1  |
|       | RUS Rússia             |                 |                  | 1                 | 1  |